# Ntogo
Ntogo  est un village de la région du Centre du Cameroun. Il est localisé dans l'arrondissement (commune) de Messondo. On y accède par la piste rurale qui lie Manguengues à Likouck.

## Population et société
En 1963, la population de Ntogo était de 249 habitants. Ntogo comptait 294 habitants lors du dernier recensement de 2005. La population est constituée pour l’essentiel de Bassa.